# Familia Vanderbilt
Los Vanderbilt son una prestigiosa familia estadounidense de origen neerlandés. Fue muy importante en la época de la llamada Edad Dorada, siendo la familia más rica y poderosa del mundo en su momento; y están asociados históricamente a la industria del transporte y a la ciudad de Nueva York. Su época más esplendorosa fue a finales del 
siglo XIX.
La cabeza de la familia fue el empresario del transporte Cornelius Vanderbilt, quien se hizo millonario gracias a los ferrocarriles, a través de su empresa New York Central -que llegó a ser la segunda compañía de ferrocarriles más importante de Estados Unidos en su momento-.
Varios de sus miembros destacaron como importantes comerciantes y filántropos, y luego como industriales de prestigio. Sin embargo, luego de décadas de malas decisiones y problemas financieros, la fortuna de la familia cayó considerablemente, gracias a que sus descendientes despilfarraron sus fortunas. La última descendiente de la familia con importancia en la sociedad estadounidense fue la diseñadora Gloria Vanderbilt, quien murió en 2019.